# Gnuni
Gnuni (armenisch Գնունի) ist der Name einer  Familie des armenischen Adels, die beansprucht, von den Herrschern von Urartu abzustammen. Laut dem armenischen Historiker Moses von Choren geht die Familie zurück auf die alten Könige von Assyrien, eine Eigenschaft, die sie mit der Familie Arzruni teilt. Am Hof der Könige von Armenien hatten Mitglieder der Familie die erbliche Funktion der hazarapet («Seneschall»).

## Geschichte

### Die Gnuni von Armenien
Auch wenn es nur wenige Historiker gibt, die sich für die Familie interessieren, existieren doch einige Listen von Fürsten:
- Gnel Gnuni, (4. Jh.n.C), dessen Tochter den Arsakiden Tiridat heiratete, einen Bruder des Königs Arschark II. und Vater eines anderen Gnel, des ersten Ehemanns der Königin Pharantzem.[2][3]

„Danach begab sich der König auf die gegenüberliegende Seite des Massis, um in dem Gebiet seiner Wahl in Gokaiovid zu jagen. Die Jagd war so ergiiebig, dass bis dahin kein König in einer Stunde so viel Wild getötet hatte. Und er rühmte sich daraufhin bei den Freuden des Weins. Aus diesem Grund erneuerten Dirith und Vartan ihre Bosheit und sagten, dass Knel in diesen Tagen eine viel größere Zahl Wildbret auf seinem Berg Schahabivan erjagte, den er von seinem Großvater mütterlicherseits, Knel Kénouni, bekommen habe.“

- Aba Gnuni, Oberhaupt der Gnuni um 342.[3]

„Nachdem König Chosrau gestorben war, folgte ihm sein Sohn Diran im Königreich Großarmenien nach. Zur gleichen Zeit hatte der heilige und gesegnete junge Mann Iousig den Sitz der Patriarchen von Armenien. Dann sandte König Diran Vagharsch, Fürst von Andzith, Großverwalter von Armenien, und versammelte in Iousig, wie es Brauch war, die großen Satrapen, deren Namen folgen: (...) und Apa, Fürst der Familie Kenouni.“

- Atat Gnuni, Fürst, der nach der Teilung Armeniens sich für die byzantinische Seite entschied (um 387).[3]

„Die armenischen Satrapen, die ihre Lehen in den Kantonen des Teils des Landes hatten, der den Persern gehörte, nachdem sie erfahren hatten, dass Sapor ihnen einen christlichen und arsakidischen König gegeben hatte, und sahen, dass das Edikt bereits in Kraft getreten war, verließen Arsace und kehrten zu ihren eigenen Gebieten zurück, außer drei jungen Männern, die mit dem König erzogen worden waren und seine engsten Verwandten waren. Sie waren Tara, Sohn von Papig, Herr von Siounie und Schwager von Arsace, Kazavon, Sohn von Sbantarad, Herr von Schirag und Arscharouni, Berose (Pirouz) der Sippe Kartananatzi, mit ihren Anhängern, Adad der Sippe Kenouni, Genan der Sippe Amadouni, Soura der Sippe Mog, Resdom Aravénian und andere, die unbekannt sind. Infolgedessen vereinigte Chosrau auf Befehl von Sapor ihre Gebiete wieder mit der Krone, ohne dem Vater die Besitztümer des Sohnes und dem Bruder die des Bruders zu überlassen.“

- Atom Gnuni, Großfürst der Gnuni, Gesandter in Byzanz zu Kaiser Theodosius II. (449), General von Vardan II. Mamikonjan und sein Bruder Aratom Gnuni (451), Ankläger von Vasak von Siounie (452) und Gefangener der Perser (452).[3]

„Zur gleichen Zeit sandten sie einen der wichtigen Satrapen, Adom, aus dem Haus der Kenouni in das Land des Westens, um alle heimtückischen Resolutionen des Königs des Ostens zu melden und auch in ihrer Absichtserklärung zu bestätigen, dass sie durch ihre Taten den abscheulichen Befehl des Königs mit Füßen getreten und eine große Anzahl von Magiern getötet hatten. Sie flehten auch um wirksame Hilfe und versprachen, sich ihnen zu unterwerfen, wenn sie dies wollten.“

„Sie beschleunigten ihren Marsch und alle kamen am Ort des Kampfes an, zuerst [die Vartanians] und diejenigen, die mit ihren ganzen Truppen treu geblieben waren, und alle ihre Vorbereitungen getroffen hatten. [Dies waren:] Nerschapouh Ardzrouni; Khorène Khorkhorouni, die Generäle; Ardag Balouni; Vahan Amadouni und die Mannschaft von Vahévouni; Thathoul Timaksian; Arschavir Arscharouni; Schmavon Antzévatzi; Dadjad Kentouni; Adom Kenouni; Khosrov Kapéghian; Garèn Saharouni; Hemaïag Timaksian und Kazrig, auch Timaksian; Nersèh Khadchpérouni; Pharsmane Mantagouni; Arsène Entzaïatzi; Aroug Selgouni; Vrèn Daschiratzi; Abersam Ardzrouni; Schah, Knappe des Königs; Khours Serouantzdiank und die Khoghiankh; die Ageatzikh; die Derbadouni; die Truppen der Reschdouni und alle königlichen Offiziere mit ihren jeweiligen Truppen“

„Auf dem rechten Flügel waren die beiden Kenouni, Adom, Fürst von Kenouni, und Arasdom, sein Bruder.“

„Adom von der Sippe Kenouni, der von Vasag als Botschafter nach Griechenland geschickt worden war, machte ihm in Gegenwart des großen Hofes Vorwürfe und zeigte ihm das Dokument, das er selbst mit seinem Siegel gezeichnet hatte. Mouschgan Niousalavourd brachte auch seine Anschuldigungen vor und bezeugte mit seinen Armeegefährten, wie Vasag nach dem Ende des Kampfes viel Blut vergossen hatte, wie er die Belagerten aus den Burgen herausgelockt hatte, indem er sie durch eine falsche Rede betrogen hatte, wie er einige der Untertanen und Untertanen des Königs getötet und andere in Gefangenschaft geschickt hatte. Schließlich wurde er beschuldigt, dass er sich die Tribute des Landes, die in die Staatskasse hätten eingezahlt werden müssen, angeeignet habe, um die Sache noch schlimmer zu machen.“

„Namen der Satrapen, die spontan und aus Liebe Christi am Hofe des Königs [von Persien] in Gefangenschaft gingen: der Sippe Siounie, die beiden Brüder Papkèn und Pagour; von den Sippen Ardzrouni, Nerschapouh, Schavasb, Schenkin, Méhroujan, Barkev und Dadjad; von der Sippe Mamigonian, Hamazasb, Ardavazi und Mouschegh; von den Sippen Gamsaragan, Arschavir, Thathoul, Vartz, Nersèh und Aschod; von den Amadouni, Vahan, Arantzar und Arnag; von der Sippe Kenouni Adom; von der Sippe Timakhsian, Thathoul und Sad mit zwei anderen Gefährten; von der Sippe Antzévatzi, Schmavon, Zovarèn und Aravan; von der Sippe Aravélian (Oriental), Phabag, Varaztèn und Tagh; aus dem Haus von Ardzrouni, Abersam; aus dem Hause Mantagouni, Sahag und Pharsman; von der Sippe Daschiratzi Vrèn; von der Familie Raphsonian, Papig und Ioukhnan.“

- Vahan Gnuni, getötet 451 während der Niederlage von Vardan II. Mamikonian.[3]

„Hier sind die berühmten Nomaden, die Helden, die in dieser Schlacht das Martyrium erduldeten: der Held Vartan aus der Sippe Mamigonian mit einhundertdreiunddreißig Männern; Khorene von der Sippe Khorkhorouni mit neunzehn Männern; der tapfere Ardag der Sippe Balouni mit siebenundfünfzig Männern; der mächtige Dadjad der Sippe Kentouni mit neunzehn Männern; der kluge Hemaïag aus der Sippe Timaksian mit zweiundzwanzig Männern; der berühmte Nersèh der Sippe Khadchpérouni mit sieben Männern; der junge Vahan von der Sippe Kenouni mit drei Männern; der gerechte Arsene der Sippe Endzaietzi mit sieben Männern; der robuste Larékin der Sippe Serouantzdian mit seinen zwei Brüdern und achtzehn Männern.“

„Hier sind die Namen derer, die es an diesem Tag verdient hatten, mit dem Heiligen Vartan als reich und himmlisch bezeichnet zu werden und das Martyrium erlitten von der Familie Khorkhorouni, der gesegnete Khorene, aus der Familie Balouni, der Selige Fürst Ardag; aus der Familie Kentouni, der Selige Dadjad; aus der Familie Timaksian, der Selige Hemaiag; aus der Familie Kadchpérouni, der Selige Nersèh; der Familie Kenouni, der Selige Vahan ...“

- Gnel Gnuni, Oberhaupt der Gnuni 505, erwähnt im Girk T'lt'ots (Buch der Briefe).[3]
- Mschesch I. Gnunin (Մժեժ Ա Գնունին, Mejēj Gnuni), Marzban von Armenien (518 bis 548).[3]
- Gnel Gnuni, Nacharar 555, erwähnt im Girk T'lt'ots (Buch der Briefe).[3]
- Mschesch II. Gnunin (Mejēj Gnuni, Mezzizios), Gouverneur des byzantinischen Armenien (630) ernannt von Kaiser Herakleios und 635 ermordet mit seinem Bruder Varaz-Gnel Gnuni durch David Saharuni.[3]

„Dann kam aus Armenien der General der griechischen Region, Mzêz Gnuni, der das ganze Land innerhalb der oben genannten Grenzen besetzte. Er sagte dem Katholikos Ezr, er solle in die Grenzregion gehen und loyal mit dem Kaiser kommunizieren. ‚Wenn nicht, werden wir einen weiteren Katholikos einsetzen, und Sie werden Ihre Macht über die persischen Regionen ausüben.‘ Da der Katholikos das Land, in dem seine Macht ausgeübt wurde, nicht verlassen konnte, bat er den König um ein Glaubensbekenntnis, und sofort schickten sie ihm das von der Hand des Königs geschriebene Glaubensbekenntnis, um Nestorius [310] und die Häresiarchen zu entmutigen; aber das Konzil von Chalcedon wurde nicht anathematisiert.“

„David Saharuni hat ebenfalls an dieser Verschwörung teilgenommen. Mzêz setzte ihn fest und schickte ihn in den Palast. Unterwegs brach er seine Eisen und tötete die Männer, die ihn begleiteten; er kehrte zurück und schloss die armenischen Truppen zusammen. Er griff Mzêz Gnuni, den General der griechischen Provinz, an, und tötete ihn und Varaz Gnel Gnuni; dann nimmt er mit Zustimmung und gutem Willen aller Soldaten die Würde eines Generals an.“

- Mizizios (Mejēj Gnuni, Mezzizios), Patrikios und Graf von Opsikion, und Usurpator des Byzantinischen Reiches, getötet 668 (oder 669) von Konstantin IV., laut Theophanes, möglicherweise der Enkel des Ersteren.[3]

„Der von seinen Truppen getäuschte Kaiser Gosdos wurde jedoch von Atréas (Andreas), dem Militärgouverneur von Sirmi (Sirmium), im Bad überrascht und getötet. Man setzte an seiner Stelle den Patrikios Mêjmêj (Mezzizius) auf den Thron, einen tapferen und geschickten Mann in Rat und Tat. Er war von Nation ein Armenier und fromm. Aber Konstantin, der Sohn von Gosdos, hatte eine Armee zusammengestellt, Mêjmêj getötet und mit seinen Brüdern regiert.“

- Johannes Gnuni, Sohn des Vorigen, der sich bald nach dem Tod seines Vaters auflehnte und ebenfalls von Konstantin IV. getötet wurde.[3]

„Im selben Jahr verfolgte Mêjmêjs Sohn Konstantin sieben Monate lang, um seinen Vater zu rächen; aber er wurde von Konstantin getötet.“

- Vahan Dašnak („Dolch“) Gnuni, der in der Schlacht von Bagrevand 775 kämpfte und dort getötet wurde.[3]

„Samuel, Herr des Mamikon-Familienbesitzes, bekannt für seine Schönheit und in der Blüte seines Alters, der Stiefvater des Kommandanten, Vahan Dachnak von Gnuni.“

Einige Jahrzehnte später verließen die Gnuni das angestammte Gebiet und zogen sich nach Tayk zurück.

„Die Familie Gnuni, die an Aschot appelliert hatte, sie von den Ismaeliten zu befreien, zog an der Spitze von tausend Männern in den Kanton Aliovit und versammelte die ganze Sippe mit dem Gepäck um sich, und blieb dort und richte sich bei Tayk ein.“

- Davit' Gnuni und sein Bruder Gourgen Gnuni, hingerichtet 915 durch die Araber laut der Histoire d'Arménie von Yovhannēs Drasxanakertc'i.[3]

### Die Gnuni in Byzanz
Immer wieder flüchteten sich Mitglieder vor der Verfolgung durch die Perser oder Araber nach Byzanz, So die bereits erwähnten Mschesch II. Gnuni (Mejēj Gnouni, Mezezios, 627) und Mezezios (Mejēj Gnouni von Opsikion).
Ein besonderer Fall ist möglicherweise Bardas, der Vater des byzantinischen Kaisers Leo V. („der Armenier“, 775 † 813), von dem Patriarch Nikephoros I. sagte, dass er Abkömmling eines «bösen und vatermörderischen Nachfahren von Sennacherib, dem König der Assyrer». Demnach kommt damit nur ein Nachfahre der Gnuni, oder der Arzruni in Frage.